# 永井荷風

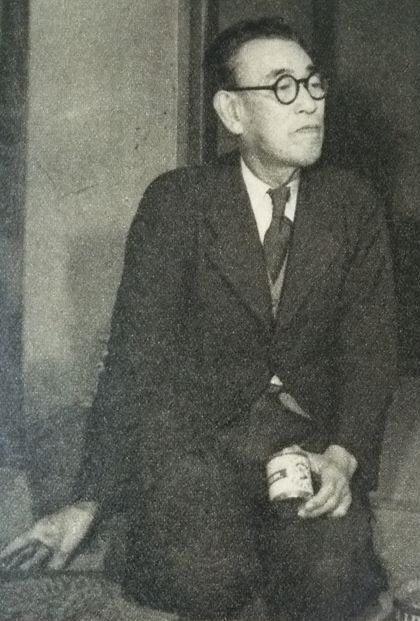
1952年

永井荷风（日语： Nagai Kafuu，1879年12月3日—1959年4月30日），日本小说家。本名是永井壮吉。号金阜山人、断肠亭等。日本艺术院院士、文化功劳者、文化勋章获得者。
永井荷风出生于东京市小石川（现为文京区）。父亲久一郎是大实业家，但荷风一直沉湎于落语和歌舞伎的世界里。父亲为了让荷风成为实业家而派他去美国，但是荷风在美国住了一段时间后便去了法国，接触了同时代的法国文学后回国。明治末期，荷风在老师森鸥外的推荐下成为庆应义塾的教授。他对明治维新后江户文化的崩坏十分痛惜，此后一直坚持以江户时代为背景进行戏剧创作。

## 生平
永井荷风生于东京市小石川区金富町四十五番地（现:文京区春日二丁目），是永井久一郎和母亲恒的长子。父亲久一郎是曾在普林斯顿大学和波士顿大学留学的精英官员，在内务省卫生局工作（后入职日本邮船）。母亲恒是父亲久一郎的老师儒学家鹫津毅堂的次女。
荷风幼时先后入读东京女子师范学校附属幼儿园（现在的御茶水女子大学附属幼儿园）、小石川区小日向台町（现:文京区小日向二丁目）存在的黑田小学初等科、东京府寻常师范学校附属小学高等科（现:东京学艺大学附属竹早小学校），1891年转入神田锦町的高等师范学校附属寻常中学（现:筑波大学附属中学、高中）2年级。受其喜爱戏剧的母亲的影响，荷风也熟悉歌舞伎和邦乐，并向汉学者岩溪裳川学习汉学，师从画家冈不崩学习日本画，还跟随内阁书记官冈三桥学习书法。

### 对文学的觉醒
1894年荷风因病休学，疗养期间读了《水浒传》、《八犬传》、《东海道中膝栗毛》等传奇小说和江户戏谑文学。他回忆道“如果没有这段经历，我可能不会像今天这样，一生始终舞文弄墨，反而会成为一家的主人和为人父母，跟一个普通人一样度过余生”（《十六七岁那时》，岩波文库出版），这时期的阅读为他后期的文学创作提供了充足的储备。另外，因在帝国大学第二医院住院时他迷恋上了一位名为莲的护士，于是给自己取了“荷风”的笔名。
在中学期间，因为长期养病留级一年，“几年来不能和同班的朋友在一起，留级了一年后，不再对学业感兴趣。......我一个人在运动场的角落里，正好开始思考那个时候刚记住的汉诗和俳句”（见《十六七岁那时》）这样的文学活动，但是因为被视作讨好女生，他被寺内寿一（后来的元帅）等人殴打。1897年3月，荷风中学毕业。同年7月，没能考入第一高中，9月和家人一起去上海旅行，回国后的1898年，荷风发表了游记《上海游记》，据说这是现存的荷风处女作。
1897年，进入神田区一桥新设立的官立高等商业学校附属外国语学校清语科（现:东京外国语大学），99年退学。

### 初入文坛
1898年，进入广津柳浪，1899年清朝留学生罗苏山人介绍进入巖谷小波的周四会。1900年，在《文艺俱乐部》的三宅青轩的介绍下，作为坐著作者进入歌舞伎座。1901年，在晓星中学的夜校开始学习法语，读了埃米尔·佐拉的《大地》和其他英文译本后迷恋不已。1898年开始在杂志上发表习作，1902年开始发表了《野心》（1902年4月8日）、《地狱之花》（1902年9月10日）、《梦之女》、翻译《女演员娜娜》（佐拉作品，1903年9月24日）。特别是《地狱之花》，受到森鸥外的好评，成为他成名之作。另一方面，他为了研究江户文学，成为落语家第六代朝寝坊むらく的弟子，艺名为梦之助。
在旺盛的创作活动的同时，荷风对权力的反抗精神也反映在作品中。特别是1902年发表的《新任知事》，据说是以叔叔福井县知事坂本钵之助为原型，因此叔侄为此而决裂。

### 游学国外
1903年9月22日，24岁的荷风遵从父亲的意愿去美国学习实业，到1907年为止，他遍游塔科马、卡拉马祖、纽约、华盛顿等地。他一边学习法语，一边在日本大使馆和横滨正金银行工作。由于他不适应银行工作和美国的生活，就利用父亲的关系实现了去法国的愿望。1907年7月到1908年，他在法国住了约10个月。在横滨正金银行里昂分店工作了8个月（当时里昂是一大金融城市）[1]），离职后去巴黎游玩，与莫泊桑等作家交往，并结识了上田敏。[7]。
这一时期的荷风经常去欣赏歌剧和音乐会，并创作了《西方音乐最近的趋势》和《欧洲歌剧的现状》等文章。这些作品介绍了欧洲古典音乐的现状、知识和理查德·施特劳斯、德彪西等近代音乐家的开端，在日本音乐史上留下了功绩。1908年7月，荷风离法回国。

### 充实的时代
1908年（29岁），发表了《美利坚物语》。翌年1909年的《法兰西物语》和《欢乐》因为涉嫌败坏公俗，被禁止出版作为风俗破坏，（颓废的氛围和对日本的蔑视表现等好像被讨厌）。应夏目漱石之邀，1909年12月13日开始19到10年2月28日为止，永井在东京朝日新闻上连载了《冷笑》，此外还发表了《新归朝者日记》、《深川之歌》等杰作等，成为一位冉冉升起的新晋作家。他也与森鸥外、夏目漱石和小山内薰、第二代市川左团次等文化界名人过从甚密。
1910年，在森鸥外和上田敏的推荐下，成为庆应义塾大学文学部主任教授。荷风在上课时，身穿高立领衬衫和波西米亚风领带，气质飘洒。他讲课内容以法语、法国文学评论为主，尽管对迟到的学生非常严厉，但他的学生如佐藤春夫等都评价“荷风先生的课很有趣，但更有意思的他的杂谈”。曾经听过他的课的名人包括泽木四方吉、水上泷太郎、松本泰、小泉信三、久保田万太郎等。这一时期的荷风精力充沛，无论是创作还是与人交往都积极踊跃，不仅参加了木下杢太郎等人的“潘会”，挖掘出了谷崎润一郎，还发表了译诗集《珊瑚集》，创刊了杂志《三田文学》，向读者介绍了谷崎和泉镜花的创作等。
这时，一个约莫二十八九岁的青年从门口走了进来。他身形瘦高，穿着黑色西装，长发用发油整齐地向后梳着。他的脸四四方方，犹如一块砧板，脸色略显蓝黑，带着一丝病色，而嘴角上扬，犹如一个逆反的顽童。一方面黑色的外套和瘦高的身形显得一本正经，但总感觉有点类似恶魔梅菲斯特的气质。有人在我耳边低语“这就是永井先生。”我其实第一眼也就猜到了。但接下来就立刻感觉喘不过气来。永井先生和房间里的熟人对视后，便恭谨地弯下了他那高大的上半身向各人鞠躬。他的举止非常优雅。大贯对我说“真不错啊！”，我也脱口而出了这句话。（这就是我第一次“看到”永井老师。为什么这么说呢？木村之前就认识永井先生，有一天他与老师打电话，因为这头有两个话筒，我便拿起另一个听筒，这便是我第一次“听到”了老师的声音）
——谷崎润一郎 《青春物语》“回忆潘会”
另外，作为众多赞助人的西园寺公望也对永井颇为赏识。荷风也受邀与森鸥外、泉镜花、岛崎藤村、大町桂月、广津柳浪、田山花袋等前辈作家们参加了在西园寺私邸举办的雨声会。西园寺与荷风的父亲也有交往。他见到荷风后曾打趣说“哎呀，你父亲总是为了你的事情而被气哭啊”。

### 私生活的破产
永井一面在大学里担任光鲜的教授，一面也与艺伎有着私情，因此他的私生活总是问题不断。1912年，他受命与商社家的女儿结婚。1913年父亲去世，永井继承家业后便与发妻离婚。1914年，他再娶新桥的艺妓八重次（后名为藤荫静枝），也因此与小弟威三郎和亲戚关系恶化。从第二年起，他与八重次也开始分居，自己搬到京桥区筑地（现为东京都中央区筑地）租房生活。此后，他再也没有开始下一段婚姻。
关于曾经与之交往过的女性，荷风在《断肠亭日乘》的1936年1月30日的文章中做了回顾。

### 作为戏剧作者生活
1910年日本幸德事件时，荷风曾评价道：“日本既不像美国一样尊重个人自由，也不像法国一样遵守传统，而只是一心想表面上的西欧化。而体制派又对反对的国民横加迫害。既然我没有像佐拉一样谴责德雷福斯事件的勇气，那就只能让自己沉迷于戏剧中了”（《烟花》1919年）。
之后他为了追寻昔日江户的风貌，便专心寻访先哲的坟墓和故里，并创作了大量的怀古文字以及情色小说。1914年他写下了《江户艺术论》，并在1914年8月至1915年6月期间于《三田文学》上发表了以寻访江户旧影为主题的系列随笔《日和下駄》，并在1915年11月结集出版。但他在同年1月20日发表的《夏姿》被下令禁止发行。永井荷风对法国文学也有很深的造诣，并向学生推荐了安德烈·纪德和保罗·克洛德尔的原著。
1916年左右，围绕《三田文学》的举办，荷风与庆应义塾之间的分歧日益明显，最终他只能辞去大学教授职务。此后他一边专心创作，一边与友人井上唖々创办了杂志《文明》（1916年4月—1918年9月。共30期），并经常与太田蜀山人、寺门静轩、柏木如亭、成岛柳北等江户戏剧作家来往。
辞去庆应大学的教职不久，永井便回到余丁町宅邸居住，并将其命名为“断肠亭”，从1917年9月16日起撰写《断肠亭日乘》。断肠亭之名源于荷风的肠道疾病以及他所喜爱的秋海棠（别名“断肠花”）。1918年，永井卖掉余丁町的宅邸，寓居筑地二丁目，次年又迁至麻布市兵卫町一丁目（现为港区六本木一丁目）新建的偏奇馆。偏奇馆之名取自外部装饰的“油漆”以及自己的性癖之“偏倚”之意。虽然他偶尔会让娼妓或家政妇到家中来，但他始终声称妻小会妨碍创作，因此基本上是一人独居。
此时，他陆续发表了长篇代表作《腕くらべ》（长篇小说）、《鸢笹》（《中央公论》1918年1月出版，续作为《花月》5月-11月。1920年4月刊）等等。同时他也与左团次、小山内以及川尻清潭、冈鬼太郎、山崎紫红、池田大伍等保持交流，对于南北物的复活狂言的导演和江户时期的文人墨客有所研究。

### 开拓新境地
1926年（47岁）左右开始，他频繁出入于银座的咖啡馆。荷风的创作兴趣从原来的艺妓转移到新的服务员和私娼等。1931年写出了《つゆのあとさき》，1934年创作了《ひかげの花》等全新题材的作品。这一时期，多家书商争相出版荷风的作品全集，使得荷风收获了巨额的版税。生活无忧的荷风更是进入了创作的高产期。在写作之余，他与友人神代帚叶等人遍访银座、江东区荒川放水路的新开地、浅草的风俗区，玉之井的私娼街区等。1937年，永井开始在朝日新闻上连载《濹东绮谭》。这一系列随笔中主要以东京的旧城区游记为主题，其中不乏《深川の散歩》、《寺じまの記》、《放水路》等佳作。
永井也非常关注浅草的轻戏剧和评论，结识了不少舞女和剧场经营者。值得一提的是，1938年（昭和13年）他与在银座结识的作曲家菅原明朗合作的歌剧《葛饰情话》在浅草歌剧院成功上演。作为日本人创作的首部正式歌剧，广受日本国民关注。当时受到鼓舞的荷风也打算将其搬上银幕，并继续创作第二部作品《浅草交响乐》，但随着二战时局的恶化，创作被迫中止。而《葛饰情话》中的女低音永井智子和菅原随后结婚，之后夫妻两与荷风成为终其一生的好友。

### 在战乱中
随着日本陷入战争泥淖，新书的出版发行日益困难，但荷风继续创作了《浮沈》、《勲章》、《踊子》等作品和《断肠亭日乘》。他总将原稿誊抄几份后分别交给朋友保存，以避免遭受战火毁坏。此外，由于战事不利，他个人生活也日益窘迫，偶尔也会缺少食物和燃料。
1945年3月10日清晨，偏奇馆在东京大轰炸中被烧毁，荷风只能带着少量书稿避难，但大量藏书已被烧成灰烬。
此后，荷风跟随菅原夫妇从中野区住吉町（现东中野四丁目）迁至明石市，再到冈山市避难，最后在7月3日，终于安顿在冈山的岩井三门町（现冈山市北区三门东町）的民宅中。已经66岁的荷风，在仓皇避难之际也不忘每日散步和日记，但因为反复的空袭和奔波操劳，出现了腹泻和不安。同行的永井智子在给大岛一雄的信中写道：“最近（永井先生）得了恐惧症，他老实得都不敢去动一下身边的东西，如孩子一样什么都不明白。又是我们白天有事要出门，他也会央求我们别出门。甚至连有没有吃过早饭都不记得……”。
当时在冈山县胜山躲避战火的谷崎润一郎也向恩人荷风寄来一些物品，关心他的状况。8月13日荷风到胜山与谷崎晤面，还把自己的文稿交给后者保管。
第二天回到冈山，荷风得知日本投降的消息。归心似箭的他在8月30日与村田武雄（音乐评论家）夫妇乘坐列车于31日回到了东京。对于这一过于突然的行程，永井智子非常生气，因为他们与永井一直约定要三人一同返回东京。她在给大岛一雄的信中写道“我们感觉被他给抛弃了，又感到孤独，又感到对一代大师看走了眼，心中无比悲伤”。在此之后，智子再也去见过荷风。

### 战后的复出
战后由于住房紧张以及通货膨胀导致的存款限制制度，荷风被迫与堂弟大岛一雄（杵屋五叟）和法国文学家小西茂也等亲友合住在一起。已经习惯了独居的他，往往不能顾及同住者的生活方式，或是干扰大岛练习三味线，或是把带着硫磺臭的皮肤病治疗药粉放进浴槽里，或者在庭院里随意小便等，因此与同住的人摩擦不断。为此，他偶尔也借用朋友相矶凌霜在船桥市海神北一丁目的别墅用于写作。
1944年，永井与大岛一雄的次子永光办理了收养手续。在1947年夏天，大岛的家人擅自出售了荷风的《自言自语》的书稿，双方大吵一架后，便委托律师解除了养父子关系。
永井除了战争期间积累的未发表作品外，还陆续发表了收集昭和二十年部分日记的《罹灾日录》（《新生》1946年3月—6月）等，此外又再版发行了战时未能出版的旧作，备受文坛瞩目。在这之后，虽然出了几部新作品，但并不算上乘之作。例如《勋章》（《新生》1946年1月）、《舞子》（《展望》1946年1月）、《浮沉》（《中央公论》1946年1月—6月）、《问题》（《展望》1946年7月）等。
1948年，69岁的荷风在市川市菅野（现为东菅野二丁目）买了房子，生活又安定了下来。在那之中，1950年，随笔集《葛饰土产》出版。这一时期的荷风心情舒畅，时常穿着西装和木屐在浅草和葛饰的旧城区散步。从1949年到次年，在浅草洛克剧场等处上演了《候鸟什么时候回来》、《春情鸽子之街》等荷风的作品，荷风本人也作为特邀嘉宾出演上，他在舞台上的表现以及与舞女们谈笑的照片被报纸转载，引发了相当大的关注。

### 孤独的晚年及逝世
1952年，日本政府以荷风“拥有温雅诗情、卓绝的文明评价以及透彻的现实观等三方面的优秀创作，以及在江户文学的研究、外国文学的引进等方面做出了贡献，在日本近代文学史上留下了独特的巨大印记”为由，授予他文化勋章。次年，荷风又被选为日本艺术院院士等，声誉日隆。同时，他依旧流连于浅草，也经常看法国和美国的电影。
尽管荷风的创作已进入衰退期，但也写出了若干个短篇作品。其旧作品《紫阳花》由久保田万太郎改编，并由新派的花柳章太郎出演，一时成为话题之作。1954年，为纪念恩师森鸥外的三十三周年忌日，在团子坂观潮楼遗址上竖立了荷风书写的《沙罗之木》的碑文。此时荷风为了建造森鸥外纪念馆，捐赠了五万日元。
1957年，78岁的荷风搬到八幡町四丁目（现:八幡三丁目），这也是他生前最后的住所。
1959年3月1日，在常去多年的浅草ARIZONA餐厅吃午饭时，因“病魔肆虐，几乎不能行走”（见于《日乘》）。此后，他除了到住宅附近的大黑屋就餐外，几乎不再外出。即使朋友给他介绍了医生，他也都不去就医。
4月30日早上，其遗体在家中被人发现。当时到家中打扫卫生的家政妇发现他吐血倒在地上，吐出的血迹中还混杂着最后一餐吃的炸猪排盖饭的米粒。他的死因被诊断为因胃溃疡出血而导致的心脏麻痹。他随身携带的波士顿旅行包里放着土地权利证、存折、文化勋章等全部财产。里面的存折面值总额超过2334万日元，此外包里还有31万多的日元现金。
永井荷风葬于杂司谷灵园1种1号7侧3号，这是他父亲久一郎所设立的墓区。此外，他本人生前曾表示，希望被葬在吉原的风俗女所集中的投入寺以及荒川区南千住二丁目的净闲寺等处。1963年（昭和38年）5月18日，经宫尾茂和住持倡议，并在森於菟、野田宇太郎、小田岳夫等42名发起人共同策划下，由谷口吉郎设计的永井荷风诗碑和笔冢落成，并与纪念吉原风俗女的“新吉原总灵塔”正面相对。

## 轶事
- 偏奇馆的旧址存在于泉花园用地的一角。由于土地开发，虽然没有保留以前的地形，但是港区教育委员会在旧址上立了“偏奇馆旧址”的碑。
- 2004年，在市川市的建市70周年纪念典礼上，永井荷风被追授名誉市民的称号。
- 当时，荷风作品的“刊行会”曾征询荷风的养子永光是否同意由该会拥有其作品的著作权，但永光未予同意。永光在银座经营着一家名为“徧喜馆”的酒吧（日语中的发音与偏奇馆相同）。永光于2012年4月25日因肺癌去世，其寿命碰巧和荷风一样都是79岁。另外，荷风作品的著作权在2010年1月1日已经届满，目前已进入公有领域。
- 荷风的叔叔坂本钤之助曾官至枢密顾问官，但叔侄二人始终没有来往。荷风也知道钤之助的庶子高见顺为其堂弟，但也特意敬而远之。
- 荷风对诗作也颇有造诣，留下了诗集《偏奇馆吟草》，其中包括了俳句和汉诗。
- 因其作品《春情鸽子之街》在洛克座上演，荷风与女演员樱睦子也有过一段交往。他对洛克座的舞女也经常给予照顾，有时会在后台指导，对表演者的演技等提出过建议。
- 据说荷风会在自己经营的休息室的墙壁上凿一个小洞，对连日来欣赏表演的客人进行窥视。如果客人对演出的评价非常满意，则有时他也会为客人进行免单等优待。
- 荷风“虽然酷爱江户平民文学，但对于德川幕府之前的古代文学却非常冷漠。虽然他对蜀山的狂歌略有涉猎，但对万叶古今到私家集的和歌以及《源氏物语》以来的古典故事几乎毫不关心。只有一个例外，就是《平家物语》。”
- 虽然荷风主张回归传统，但其所谓的传统和文化也只停留在江户时代，并不想追溯到更久之前的时代。
- 荷风非常讨厌接待访客，所以经常让记者和编辑吃闭门羹。明明在家的他对于纠缠不放的来客也往往直截了当地假装不在。但他也绝不发怒，表面上礼貌恭敬但实际却让对方吃软钉子。

## 年表
1879年
- 12月3日 – 生于东京都小石川区金富町45号（现文京区春日2丁目），父亲为内政部保健局长永井久一郎（尾张国（现爱知县），号禾原或来青阁主人），母亲为儒家学者鹫津毅堂的次女。荷风是长子。

1883年
- 2月5日 - 弟贞二郎（在三菱银行工作后成为基督教牧师。后来继承了鹫津家族）出生。 荷风被留在下谷竹町的鹫津家照顾，由外祖母美代抚养长大，深受宠爱。

1884年
- 就读于东京女子师范学校附属幼儿园。

1886年
- 回到小石川父母家，进入小石川区小日向黑田小学校初等科就读。

1887年
- 11月18日 – 弟威三郎出生（在农业部任职后成为大学教授）。

1889年
- 4月 – 从黑田小学普通科四年级毕业。
- 7月 - 就读于竹早町东京都立师范学校附属高中部。 这一年，他的父亲久一郎从帝国大学秘书的职位进入文部省。

1890年
- 父亲久一郎成为文部科学大臣吉川健正的秘书，并迁居麴町区一丁目（现千代田区）的官邸。

1891年
- 6月 - 他的父亲久一郎就任教育部会计局局长，一家人回到了小石川的私宅。
- 9月 转入神田一桥高等师范学校附属普通初中（现筑波大学附属初中、高中）。

1893年
- 11月 父亲卖掉金富町的宅邸，一家人搬到麴町区饭田町3丁目持地乃坂（现千代田区饭田桥）中间的出租屋。

1894年
- 10月 搬迁至麴町区一番町42号（现千代田区一番町）的出租屋。

1896年
- 向荒木竹雄学习尺八，向茂川岩井学习中国诗词礼仪。

1897年
- 2月 - 第一次逛吉原。
- 初中毕业。 父亲久一郎辞去政府职务，加入日本邮船株式会社，担任上海分公司经理。 荷风未考入第一高等学校。 9月至11月，与父母、弟弟一起住在上海，后返日进入新成立的神田一桥商业高中（现一桥大学）附属外国语学校清语科。。

1898年
- 9月 – 以《帘月》等文章受广津柳浪赏识，拜其为师。

1899年
- 1月 - 成为落语家六代目朝寝坊むらく的弟子，并以三游亭梦之助之名出入落语表演场所。同年秋，其父得知他他的父亲知道他参加歌舞杂耍表演，他放弃了落语说书的训练。 他的短篇小说开始出现在报纸和杂志上，包括入选万朝报的有奖小说大赛。
- 12月 - 第二年被外国语学校开除。

1900年
- 2月 - 父亲久一郎就任日本邮船横滨分公司经理。 这一年，他认识了Konami Iwaya，并成为了Thursday Club的一员。 他还进入歌舞伎座创始人冈地福地的学校，作为学徒开始学习场记板。

1901年
- 4月 - 与调到祖国新闻社的大智一起加入公司，成为杂志记者。
- 9月 - 被公司解雇。 学习法语基础知识。 年底读到左拉的作品，深受感动。

1902年
- 5月 - 与家人搬迁至牛込区大久保阳町（现新宿区阳町）。
- 9月 - 出版《地狱之花》，深化佐里主义风格。

1903年
- 9月 - 在我父亲的推荐下搬到了美国。

1905年
- 6月 - 搬到纽约，并于下个月开始在日本驻华盛顿大使馆工作。
- 12月 - 在其父安排下，就职于横滨正金银行纽约分行。

1907年
- 7月 - 调派到横滨正金银行里昂支行。

1908年
- 3月 - 从银行辞职。访问巴黎大约两个月。
- 7月 - 回到神户。
- 8月 - 《美国物语》由博文馆出版。

1909年
- 3月 - 《法国物语》由博文馆出版，但不久就被禁止发行。

1910年
- 2月 - 庆应义塾大学文学系更新后，经森鸥外、上田聪推荐就任教授。
- 5月 - 杂志《三田文学》创刊并监修

1911年
- 11月 - 在《三田文学》发表《谷崎润一郎氏作品》。

1912年
- 9月 - 与本乡汤岛木材商人斋藤正吉的二女儿永根结婚。

1913年
- 1月2日 - 父亲久一郎去世。继任家督。
- 2月 - 与妻子ヨネ离婚。

1914年
- 8月 - 在市川左团次夫妇介绍下，与八重次举行了婚礼。 他与本家的亲属几乎断绝来往。

1915年
- 2月 - 与八重次离婚。
- 5月 - 搬迁至京桥区筑地一丁目（现中央区）的出租房屋。

1916年
- 1月 - 搬迁至浅草米田旅笼町1-13。
- 3月 - 从庆应义塾大学辞职并决定退出“三田文学”。 他将四丁町宅邸的一半土地卖给入江为守子爵，并重新装修了宅邸。
- 5月 - 回到大久保余丁町的私宅，将其中一个房间命名为断肠亭。
- 8月 - 《腕くらべ》在《文明》上连载（1917年10月）
- 9月 - 在旅笼町购买了一套小房子，并将其作为第二个家，但一个多月后卖掉并返回断肠亭。

1917年
- 9月 - 在小引町九丁目租了一间房子作为临时住所，并将其命名为无远庵。 9月16日 恢复写日记（《断肠亭日乘》）

1918年
- 12月 - 出售大久保四町町的宅邸，迁至京桥区筑地二丁目30号（现中央区）。

1919年
- 12月 - 宣布“Fireworks”为“修改版”。

1920年
- 5月 - 搬迁至麻布区市兵卫町1-6（现港区）偏奇馆。

1923年
- 5月 - 在帝国剧院欣赏小提琴家弗里茨·克莱斯勒 (Fritz Kreisler)的演出。

1926年
- 8月 - 经常光顾银座 Cafe Tiger。

1936年
- 3月 - 与向岛的私娼玉之井开始交往

1937年
- 4月 - 出版《濹東綺譚》（私人版）。东京·大阪朝日新闻连载（4月16日～6月15日）
- 9月8日 - 母亲去世。

1944年
- 3月 - 收养大岛一夫（杵屋五叟）的次子永光。

1945年
- 3月 - 偏奇馆在东京大空袭中被烧毁。
- 6月 - 经明石避难至冈山。
- 8月 - 在拜访了被疏散到冈山县胜山町的谷崎润一郎后，返回冈山县三门町的武南家，在那里得知日本投降，二战结束。
- 9月 - 借住于被疏散到热海和田滨的木户正方的杵屋五叟住所。

1946年
- 1月 - 搬迁至Goso Kineya的新地址：千叶县市川市菅野258（现菅野3丁目）。

1947年
- 1月 – 借住在市川市菅野的小西茂也家。

1948年
- 12月 - 在市川市菅野1124（现东菅野2丁目）购买18坪瓦房并搬迁。

1952年
- 11月 – 获颁文化勋章。

1954年
- 1月 - 被选为日本艺术院会员。

1957年
- 3月 - 搬迁至市川市八幡町4丁目1224（现八幡3丁目）。

1959年
- 4月30日 - 去世。 死因是胃溃疡吐血窒息（《荷风外传》）。

## 主要作品

### 單行本
- 『あめりか物語』（1908）
- 『ふらんす物語』（1909）（禁賣）
- 『すみた川』（1911）
- 『新橋夜話』（1912）
- 『日和下駄』（1915）
- 『下谷叢話』（1926）
- 『濹東綺譚』（1937）
- 『葛飾土産』（1950）
- 『斷腸亭日乘（日语：断腸亭日乗）』全7冊（1980 - 1981）

### 全集
- 『荷風全集』全6巻（1918 - 1920）
- 『荷風全集』全24巻（1948 - 1953）
- 『荷風全集』全28巻（1962 - 1965）
- 『新版 荷風全集』全30巻（1992 - 1995）

## 关联条目
- 筑波大學

## 外部連結
- 永井荷風：作家別作品リスト - 青空文庫（页面存档备份，存于）